# Matematik – breddning
Svenska gymnasiala matematikkurser
- Matematik A ≈ Matematik 1
- Matematik B ≈ Matematik 2
- Matematik C ≈ Matematik 3
- Matematik D ≈ Matematik 3c
- Matematik E ≈ Matematik 4
- Matematik – diskret
- Matematik – breddning
- Matematik – specialisering

Matematik – breddning är en kurs på gymnasieskolan i Sverige. Den är inte ett kärnämne och är inte obligatorisk på något nationellt program.
Innehållet i Matematik – breddning kan variera och bestäms ofta av eleverna själva. Exempel på innehåll i kursen är räkning med vektorer, matriser och derivator på funktioner med flera variabler, eller matematisk problemlösning. Enligt Gy 2011 heter kursen Matematik Specialisering.